# Agadir-Ida-Ou-Tanane
Agadir-Ida-Ou-Tanane is een prefectuur in de Marokkaanse regio Souss-Massa-Daraâ.

Agadir-Ida-Ou-Tanane telt 487.954 inwoners op een oppervlakte van 2297 km².

## Grootste plaatsen
| Plaats   | Inwoners | Inwoners |
| Plaats   | (1994)   | (2004)   |
| -------- | -------- | -------- |
| Agadir   | 253.232  | 346.106  |
| Drargoua | 20.570   | 37.115   |
| Aourir   | 16.557   | 27.483   |
| Tamri    | 16.063   | 17.442   |
| Amskroud | 9.482    | 10.020   |
| Tiqqi    | 9.447    | 10.078   |
| Imsouane | 8.645    | 9.353    |
| Imouzzer | 6.370    | 6.351    |

Ben Slimane · Khouribga · Settat · El Jadida · Safi · Boulmane · Fez · Moulay Yacoub · Sefrou · Kénitra · Sidi Kacem · Casablanca · Médiouna · Mohammedia · Nouaceur · Assa-Zag · Guelmim · Tan-Tan · Tata · Boujdour · Es-Semara · Lâayoune · Al Haouz · Chichaoua · Essaouira · Kelâat Es-Sraghna · Marrakech · Al Ismaïlia · El Hajeb · Errachidia · Ifrane · Khénifra · Meknès · Berkane · Figuig · Jerada · Driouch · Nador · Oujda-Angad · Taourirt · Aousserd · Oued ed Dahab · Khémisset · Rabat · Salé · Skhirat-Témara · Agadir-Ida-Ou-Tanane · Inezgane-Aït Melloul · Chtouka-Aït Baha · Ouarzazate · Taroudant · Tiznit · Zagora · Azilal · Béni-Mellal · Chefchaouen · Fahs-Bni Mkada · Larache · Tanger-Asilah · Tétouan · Al Hoceima · Taounate · Taza